# Carex eminens
Carex eminens är en halvgräsart som beskrevs av Christian Gottfried Daniel Nees von Esenbeck. Carex eminens ingår i släktet starrar, och familjen halvgräs. Inga underarter finns listade i Catalogue of Life.